# طواف إيطاليا 2010
طواف إيطاليا 2010 هو سباق دراجات هوائية أقيم بتاريخ 8 – 30 مايو، تكون السباق من 21 مرحلة وامتدّ لمسافة 3485 كم بسرعة 39.72 كم/س، استغرق السباق 87 ساعة 44 دقيقة 01 ثانية. فاز به الإيطالي إيفان باسو.

## الترتيب
| م                     | الدرّاج      | البلد    | الزمن                     |
| --------------------- | ----------- | -------- | ------------------------- |
| الفائز بالترتيب العام | إيفان باسو  | إيطاليا  | 87 ساعة 44 دقيقة 01 ثانية |
| حسب النقاط            | كاديل إفانز | أستراليا | -                         |
| أفضل شاب              | ريتشي بورت  | أستراليا | -                         |